# سان خوليان دي فيلاتورتا (برشلونة)
بلدية سانت جوليا دي بيلاتورتا (بالكاتالانية: Sant Julià de Vilatorta) هي إحدى بلديات مقاطعة برشلونة، والتي تقع في منطقة كاتالونيا، شرق إسبانيا.
يبلغ عدد سكانها 2.887 نسمة وفقاً لإحصائية سنة (2007).